# Dovecot
Dovecot（ダヴコット、[ˈdʌvkɒt]）とは、Unix系のOS上で動作する、IMAPおよびPOP3のサーバである。セキュアなシステムを意識した設計方針をとり、ティモ・シライネンらによって開発・公開されている。
Open Email Surveyによると、Courier-MTAやUW IMAPに変わり、標準的な地位を占めるようになっている。2020年の時点でDovecotには少なくとも290万台のIMAPサーバのインストールベースがあり、全IMAPサーバの76.9％の世界市場シェアを持つ。 2019年の同じ調査の結果は、それぞれ260万件と76.2％の数値を示した。
Mac OS X Server v10.6では、標準のPOP3/IMAPサーバーとして従来のCyrus IMAPから置き換えられた。

## 特徴
Dovecotには、主な特徴として、以下のような点があげられる。
- POP3/IMAP4rev1に完全に対応する。また、IPv6の通信やSTARTTLSを含むSSL暗号化にも対応する。
- UNIX標準として使われていたmbox形式や、IMAPで標準的に使われるMaildir形式などのフォーマットにも対応しながら、インデックス化することで高速に動作させることができる。
- Postfix（2.3以降）やExim（4.64以降）などのMTAに対し、SMTP認証のバックエンドとして動作することが可能である。
- NFS上でも動作する。
- プラグインで様々に拡張できる。

Dovecot は、標準のmbox、Maildir、および独自のネイティブ高性能dbox 形式で動作する。UW IMAPおよびCourier MTA サーバによる実装およびメールボックスに直接アクセスするメールクライアントと完全な互換性がある。
Dovecot には、メール配送エージェント（Dovecot のドキュメントでは「ローカル配信エージェント」と呼ばれている）とLMTPサーバも含まれており、オプションでSieveフィルタリングサポートが提供されている。
Dovecot は、CRAM-MD5やより安全なDIGEST-MD5等、IMAP、POP、およびメッセージ送信エージェント（MSA）アクセス用のさまざまな認証スキームをサポートしている。
バージョン2.2では、Dovecot にいくつかの新機能が追加されている。追加のIMAPコマンド拡張、dsync が書き換えまたは最適化され、共有メールボックスがユーザーごとのフラグをサポートするようになった。
バージョン2.3では、メッセージ送信エージェント、認証用のLuaスクリプト、およびその他のいくつかの改善が追加されている。
Appleでは、Mac OS X Server 10.6 Snow Leopard 以降の電子メールサービスにDovecot が含まれている。
2017年、Mozillaは、Mozilla Open Source Support プログラムを介して、Dovecot コードの最初の公開監査であるDovecot ソフトウェアのセキュリティ監査を実施した。